# Dendropanax trifidus
Espèce
Dendropanax trifidus est une espèce de plantes à fleurs de la famille des Araliacées. C'est un arbuste présent au Japon, en Corée du Sud et à Taïwan.